# Isaac Barrow
Isaac Barrow, angleški klasični učenjak, matematik in teolog, * 1630, London, Anglija, † 4. maj 1677, London.
Barrow je bil Newtonov učitelj. Študiral je na Kolidžu Trinity (Trinity College) v Cambridgeu, kjer je diplomiral leta 1648.
Leta 1663 so ga izbrali za prvega Lucasovega profesorja matematike na Univerzi v Cambridgeu. Leta 1669 je šel predčasno v pokoj in svoje profesorsko mesto matematike prepustil Newtonu, češ da ga ta prekaša. Prepotoval je Francijo in Italijo, se boril proti alžirskim morskim roparjem ter živel v Carigradu. Naposled je v Cambridgeu postal profesor grščine, ki jo je pozneje zamenjal za matematiko. Napisal je predavanja iz optike in geometrije, glede svetlobe pa je zastopal nekatera nenavadna gledišča. Zagotovo je imel zanimivo življenje, a kot fizik se ni posebno izkazal. Danes mesto Lucasovega profesorja na Univerzi Cambridge zaseda Hawking od leta 1980. Leta 1670 je Barrow študiral krivuljo strofoido.
Barrow je prvi izračunal tangente krivulje kapa. Izračunal je tangente krivulj:
{\displaystyle x^{2}(x^{2}+y^{2})=r^{2}y^{2}\!\,,}
{\displaystyle x^{3}+y^{3}=r^{3}\!\,,}
{\displaystyle x^{3}+y^{3}=rxy\!\,,}
{\displaystyle y=(r-x)\,\operatorname {tg} \,\pi x/2r\!\,}
{\displaystyle y=r\,\operatorname {tg} \,\pi x/2r\!\,.}